# 那一代：可敬的开国元勋
《那一代：可敬的开国元勋》（英語：Founding Brothers: The Revolutionary Generation）是美国历史学家、普利策奖得主约瑟夫·埃利斯擔任曼荷蓮學院历史系主任時的作品。本书主要讲述了美国开国元勋的天赋与缺陷之间的相互作用，深深影响了美国早期的历史和美国文化的形成。

## 章节
| 中文名      | 英文名                          |
| ----------- | ------------------------------- |
| 第一章 决斗 | Chapter One: The Duel           |
| 第二章 晚宴 | Chapter Two: The Dinner         |
| 第三章 沉默 | Chapter Three: The Silence      |
| 第四章 告别 | Chapter Four: The Farewell      |
| 第五章 合作 | Chapter Five: The Collaborators |
| 第六章 友谊 | Chapter Six: The Friendship     |

## 奖项
2001年，本书荣获美国普利策历史奖。

## 电影
在2002年，美国历史频道制作了三部一个半小时的纪录片，拍摄了本书涵盖的各种主题。

## 评价
《纽约时报》首席书评人角谷美智子：“他的写作方式并不是全面系统的，而是选择由上半部的政治人物（乔治·华盛顿，约翰·亚当斯，托马斯·杰斐逊，詹姆斯·麦迪逊，亚历山大·汉密尔顿和伯尔）和少数重点情节，来描述美国开国元勋们的友谊。”